# Metanopedias eupatorii
Metanopedias eupatorii – gatunek błonkówki z rodziny Platygastridae.

## Zasięg występowania
Ameryka Południowa i Północna, opisany z Trynidadu, notowany również w Oklahomie w USA.